# Dallas Mavericks 2015-2016
La stagione 2015-2016 dei Dallas Mavericks fu la 36ª nella NBA per la franchigia.
I Dallas Mavericks arrivarono secondi nella Southwest Division della Western Conference con un record di 42-40. Nei play-off persero al primo turno con gli Oklahoma City Thunder (4-1).

## Risultati
| Squadra              | V  | P  | %    | GB |
| -------------------- | -- | -- | ---- | -- |
| San Antonio Spurs    | 67 | 15 | 81,7 | -  |
| Dallas Mavericks     | 42 | 40 | 51,2 | 25 |
| Memphis Grizzlies    | 42 | 40 | 51,2 | 25 |
| Houston Rockets      | 41 | 41 | 50,0 | 26 |
| New Orleans Pelicans | 30 | 52 | 36,6 | 37 |

## Roster
| N° | Naz.                       | Ruolo | Sportivo           | Anno | Alt. | Peso |
| -- | -------------------------- | ----- | ------------------ | ---- | ---- | ---- |
| 1  | Stati Uniti (bandiera)     | A     | Justin Anderson    | 1993 | 198  | 103  |
| 2  | Stati Uniti (bandiera)     | G     | Raymond Felton     | 1984 | 185  | 90   |
| 3  | Rep. Dominicana (bandiera) | A     | Charlie Villanueva | 1984 | 211  | 109  |
| 5  | Porto Rico (bandiera)      | G     | José Barea         | 1984 | 183  | 79   |
| 7  | Canada (bandiera)          | A     | Dwight Powell      | 1991 | 211  | 109  |
| 8  | Stati Uniti (bandiera)     | G     | Deron Williams     | 1984 | 191  | 91   |
| 11 | Stati Uniti (bandiera)     | C     | JaVale McGee       | 1988 | 213  | 122  |
| 12 | Stati Uniti (bandiera)     | G     | John Jenkins       | 1991 | 193  | 98   |
| 21 | Stati Uniti (bandiera)     | A     | Jeremy Evans       | 1987 | 206  | 89   |
| 23 | Stati Uniti (bandiera)     | G     | Wesley Matthews    | 1986 | 196  | 100  |
| 25 | Stati Uniti (bandiera)     | A     | Chandler Parsons   | 1988 | 206  | 91   |
| 27 | Georgia (bandiera)         | C     | Zaza Pachulia      | 1984 | 211  | 122  |
| 34 | Stati Uniti (bandiera)     | G     | Devin Harris       | 1983 | 191  | 84   |
| 41 | Germania (bandiera)        | A     | Dirk Nowitzki      | 1978 | 213  | 108  |
| 42 | Stati Uniti (bandiera)     | A     | David Lee          | 1983 | 206  | 111  |
| 50 | Tunisia (bandiera)         | C     | Salah Mejri        | 1986 | 216  | 111  |

## Staff tecnico
- Allenatore: Rick Carlisle
- Vice-allenatori: Melvin Hunt, Kaleb Canales, Jamahl Mosley, Darrell Armstrong, Monte Mathis
- Vice-allenatore per lo sviluppo dei giocatori: Brad Davis
- Preparatore atletico: Casey Smith